# Список дипломатических миссий Италии
Список дипломатических миссий Италии — Италия обладает обширной сетью дипломатических представительств. Она также является единственным государством, имеющим своё посольство на собственной территории (при Ватикане, в Риме).

## Африка
- Алжир, Эль-Джазаир (посольство)
- Ангола, Луанда (посольство)
- Камерун, Яунде (посольство)
- Республика Конго, Браззавиль (посольство)
- Демократическая Республика Конго, Киншаса (посольство)
- Кот д’Ивуар, Абиджан (посольство)
- Египет, Каир (посольство)
  - Александрия (генеральное консульство)
- Эритрея, Асмара (посольство)
- Эфиопия, Аддис-Абеба (посольство)
- Габон, Либревиль (посольство)
- Гана, Аккра (посольство)
- Кения, Найроби (посольство)
- Ливия, Триполи (посольство)
  - Бенгази (генеральное консульство)
- Марокко, Рабат (посольство)
  - Касабланка (генеральное консульство)
- Мозамбик, Мапуту (посольство)
- Нигерия, Абуджа (посольство)
  - Лагос (генеральное консульство)
- Сенегал, Дакар (посольство)
- ЮАР, Претория (посольство)
  - Иоханнесбург (генеральное консульство)
  - Кейптаун (консульство)
  - Дурбан (консульство)
- Судан, Хартум (посольство)
- Танзания, Дар-эс-Салам (посольство)
- Тунис, Тунис (посольство)
  - Сфакс (вице-консульство)
- Уганда, Кампала (посольство)
- Замбия, Лусака (посольство)
- Зимбабве, Хараре (посольство)

## Америка
- Аргентина, Буэнос-Айрес (посольство)
  - Байя-Бланка (генеральное консульство)
  - Кордова (генеральное консульство)
  - Росарио (генеральное консульство)
  - Ла-Плата (консульство первого класса)
  - Мар-дель-Плата (консульство)
- Боливия, Ла-Пас (посольство)
- Бразилия, Бразилиа (посольство)
  - Куритиба (генеральное консульство)
  - Порту-Алегри (генеральное консульство)
  - Рио-де-Жанейро (генеральное консульство)
  - Сан-Паулу (консульство первого класса)
  - Ресифи (консульство)
  - Белу-Оризонти (консульство)
- Канада, Оттава (посольство)
  - Монреаль (генеральное консульство)
  - Торонто (генеральное консульство)
  - Ванкувер (генеральное консульство)
- Чили, Сантьяго (посольство)
- Колумбия, Богота (посольство)
- Коста-Рика, Сан-Хосе (посольство)
- Куба, Гавана (посольство)
- Доминиканская республика, Санто-Доминго (посольство)
- Эквадор, Кито (посольство)
- Сальвадор, Сан-Сальвадор (посольство)
- Гватемала, Гватемала (посольство)
- Гондурас, Тегусигальпа (посольство)
- Мексика, Мехико (посольство)
- Никарагуа, Манагуа (посольство)
- Панама, Панама (посольство)
- Парагвай, Асунсьон (посольство)
- Перу, Лима (Embassy)
- США, Вашингтон (Embassy)
  - Бостон (генеральное консульство)
  - Чикаго (генеральное консульство)
  - Детройт(консульство первого класса)
  - Хьюстон (генеральное консульство)
  - Лос-Анджелес (генеральное консульство)
  - Майами (генеральное консульство)
  - Нью-Йорк (генеральное консульство)
  - Филадельфия (генеральное консульство)
  - Сан-Франциско (генеральное консульство)
- Уругвай, Монтевидео (посольство)
- Венесуэла, Каракас (посольство)
  - Маракайбо (консульство)

## Азия
- Афганистан, Кабул (посольство)
- Бахрейн, Манама (посольство)
- Бангладеш, Дакка (посольство)
- Китай, Пекин (посольство)
  - Гуанчжоу (генеральное консульство)
  - Гонконг (генеральное консульство)
  - Шанхай (генеральное консульство)
- Индия, Нью-Дели (посольство)
  - Мумбай (генеральное консульство)
  - Калькутта (генеральное консульство)
- Индонезия, Джакарта (посольство)
- Иран, Тегеран (посольство)
- Ирак, Багдад (посольство)
  - Басра (генеральное консульство)
- Израиль, Тель-Авив (посольство)
  - Иерусалим (генеральное консульство)
- Япония, Токио (посольство)
  - Осака (генеральное консульство)
- Иордания, Амман (посольство)
- Казахстан, Астана (посольство)
- Сеул (посольство)
- Кувейт, Эль-Кувейт (посольство)
- Ливан, Бейрут (посольство)
- Малайзия, Куала-Лумпур (посольство)
- Бирма, Янгон (посольство)
- Оман, Маскат (посольство)
- Пакистан, Исламабад (посольство)
  - Карачи (генеральное консульство)
- Филиппины, Манила (посольство)
- Катар, Доха (посольство)
- Саудовская Аравия, Эр-Рияд (посольство)
  - Джидда (генеральное консульство)
- Сингапур (посольство)
- Шри-Ланка, Коломбо (посольство)
- Сирия, Дамаск (посольство)
- Тайвань, Тайбэй (итальянская экономическая, торговая и культурная миссия)
- Таиланд, Бангкок (посольство)
- Турция, Анкара (посольство)
  - Стамбул (генеральное консульство)
  - Измир (консульство)
- ОАЭ, Абу-Даби (посольство)
  - Дубай (генеральное консульство)
- Йемен, Сана (посольство)
- Туркменистан, Ашхабад (посольство)
- Узбекистан, Ташкент (посольство)
- Вьетнам, Ханой (посольство)
  - Сайгон (генеральное консульство)

## Европа
- Албания, Тирана (посольство)
  - Влёра (генеральное консульство)
  - Шкодер(консульство)
- Австрия, Вена (посольство)
  - Инсбрук (генеральное консульство)
- Азербайджан, Баку (посольство)
- Армения, Ереван (посольство)
- Белоруссия, Минск (посольство)
- Бельгия, Брюссель (посольство)
  - Шарлеруа (генеральное консульство)
  - Льеж (генеральное консульство)
  - Монс (вице-консульство)
- Босния и Герцеговина, Сараево (посольство)
- Болгария, София (посольство)
- Грузия, Тбилиси (посольство)
- Хорватия, Загреб (посольство)
  - Риека (генеральное консульство)
  - Сплит (консульство)
- Чехия, Прага (посольство)
- Кипр, Никосия (посольство)
- Дания, Копенгаген (посольство)
- Эстония, Таллин (посольство)
- Финляндия, Хельсинки (посольство)
- Франция, Париж (посольство)
  - Лион (генеральное консульство)
  - Марсель (генеральное консульство)
  - Мец (генеральное консульство)
  - Ницца (генеральное консульство)
  - Лилль(консульство первого класса)
  - Тулуза (консульство первого класса)
  - Бастия (консульство первого класса)
  - Шамбери (консульство)
  - Мюлуз (консульство)
- Германия, Берлин (посольство)
  - Кёльн (генеральное консульство)
  - Франкфурт-на-Майне (генеральное консульство)
  - Гамбург (генеральное консульство)
  - Ганновер (генеральное консульство)
  - Лейпциг(генеральное консульство)
  - Мюнхен (генеральное консульство)
  - Штутгарт (генеральное консульство)
  - Дортмунд (консульство)
  - Фрайбург (консульство)
  - Нюрнберг (консульство)
- Греция, Афины (посольство)
  - Салоники (консульство)
  - Патры (консульство)
  - Ираклион (консульство)
  - Волос (консульство)
  - Ханья (консульство)
  - Керкира (консульство)
  - Родос(консульство)
- Ватикан, Рим (посольство)
- Венгрия, Будапешт (посольство)
- Ирландия, Дублин (посольство)
- Латвия, Рига (посольство)
- Литва, Вильнюс (посольство)
- Люксембург, Люксембург (посольство)
  - Эш (консульство)
- Косова, Приштина (посольство)
- Македония, Скопье (посольство)
- Мальта, Валлетта (посольство)
- Молдова, Кишинёв (посольство)
- Монако (посольство)
- Черногория, Подгорица (посольство)
- Нидерланды, Гаага (посольство)
  - Амстердам (генеральное консульство)
- Норвегия, Осло (посольство)
- Польша, Варшава (посольство)
- Португалия, Лиссабон (посольство)
- Румыния, Бухарест (посольство)
  - Пятра-Нямц (консульство первого класса)
  - Тимишоара (консульство первого класса)
- Россия, Москва (посольство)
  - Санкт-Петербург (генеральное консульство)
- Сан-Марино (посольство)
- Сербия, Белград (посольство)
- Словакия, Братислава (посольство)
- Словения, Любляна (посольство)
  - Копер (генеральное консульство)
- Испания, Мадрид (посольство)
  - Барселона (генеральное консульство)
  - Альхесирас (консульство)
  - Аликанте (консульство)
  - Бильбао (консульство)
  - Бургос (консульство)
  - Картахена (консульство)
  - Кастельон-де-ла-Плана (консульство)
  - Сеута (консульство)
  - Жирона (консульство)
  - Гранада (консульство)
  - Ивиса (консульство)
  - Херес-де-ла-Фронтера (консульство)
  - Малага (консульство)
  - Овьедо (консульство)
  - Пальма-де-Мальорка (консульство)
  - Лас-Пальмас (консульство)
  - Памплона (консульство)
  - Сан-Себастьян (консульство)
  - Санта-Крус-де-Тенерифе (консульство)
  - Сантандер (консульство)
  - Сеговия (консульство)
  - Валенсия (консульство)
  - Виго (консульство)
  - Сарагоса (консульство)
- Швеция, Стокгольм (посольство)
- Швейцария, Берн (посольство)
  - Базель (генеральное консульство)
  - Женева (генеральное консульство)
  - Лозанна (генеральное консульство)
  - Люцерн (генеральное консульство)
  - Лугано (генеральное консульство)
  - Санкт-Галлен (консульство первого класса)
  - Цюрих (генеральное консульство)
  - Кур (консульство)
  - Невшатель (консульство)
  - Сион (консульство)
- Украина, Киев (посольство)
- Великобритания, Лондон (посольство)
  - Эдинбург (генеральное консульство)
  - Манчестер (консульство)
  - Бедфорд (консульство)

## Австралия и Океания
- Австралия, Канберра (посольство)
  - Мельбурн (генеральное консульство)
  - Сидней (генеральное консульство)
  - Аделаида (консульство)
  - Брисбен (консульство)
  - Перт (консульство)
- Новая Зеландия, Веллингтон (посольство)

## Международные организации
- - Брюссель (постоянное представительство при ЕС)
  - Женева (постоянное представительство при учреждениях ООН)
  - Нью-Йорк (постоянное представительство при ООН)
  - Париж (постоянное представительство при ЮНЕСКО)
  - Страсбург (постоянное представительство при Совете Европы)
  - Вена (представительство при ОБСЕ)